# Schrangenberg
Schrangenberg war ein Ort im Kreis Heiligenbeil in Ostpreußen. Seine Ortsstelle befindet sich heute im Munizipalkreis Rajon Bagrationowsk (Stadtkreis Preußisch Eylau) in der Oblast Kaliningrad (Gebiet Königsberg (Preußen)) der Russischen Föderation.

## Geographische Lage
Die Ortsstelle von Schrangenberg liegt am Ortsrand von Snamenka (deutsch Groß Hoppenbruch) im südlichen Westen der Oblast Kaliningrad, acht Kilometer nordwestlich der früheren Kreisstadt Heiligenbeil (russisch Mamonowo) bzw. 44 Kilometer nordwestlich der heutigen Rajonshauptstadt Bagrationowsk (deutsch Preußisch Eylau).

## Geschichte
Zum ersten Male urkundlich erwähnt wurde das seinerzeitige Schrandenbern im Jahre 1413. In den Folgejahren hieß der Ort Schrandenberg bzw. Schrandinburg, nach 1418 Rittershöffen, nach 1486 Rittershof, nach 1503 Rittersguth, nach 1516 Schrannberg und vor 1785 bereits Schrangenberg. Bei Schrangenberg handelte es sich um einen mittleren Hof.
Im Jahre 1240 versuchten die Prußen mit starkem Belagerungsaufgebot zu verhindern, dass sich die Ordensritter in Balga (russisch Wessjoloje) festsetzten. Aber eine Flotte unter Führung Herzogs Otto (das Kind) von Braunschweig und Lüneburg schlug die Belagerer in die Flucht. In den nächsten Monaten nahm Herzog Otto noch die Prußenburgen Partegal (Partheinen, russisch Moskowskoje) und Schrandenberg (Schrangenberg) ein, zerstörte sie und sicherte so das Umland.
Im Jahre 1905 zählte der kleine Ort 50 Einwohner. Bis 1945 war er ein Wohnplatz innerhalb von Groß Hoppenbruch (russisch Snamenka) im ostpreußischen Kreis Heiligenbeil.
Mit der Abtretung 1945 des gesamten nördlichen Ostpreußen in Kriegsfolge kam Schrangenberg an die Sowjetunion. Doch findet der Ort bereits in den ersten Nachkriegsjahren keine Beachtung, weder ist eine russische Namensgebung noch eine Zuiordnung zu einem Dorfsowjet bekannt. So scheint er in Snamenka aufgegangen zu sein oder aber eben verwaist, jedenfalls gilt er heute als untergegangen. Seine Ortsstelle liegt im Rajon Bagrationowsk (Stadtkreis Preußisch Eylau) in der russischen Oblast Kaliningrad (Gebiet Königsberg (Preußen)).

## Religion
Vor 1945 war Schrangenberg in die evangelische Kirche Balga (russisch Wessjoloje) in der Kirchenprovinz Ostpreußen der Kirche der Altpreußischen Union eingepfarrt. Römisch-katholischerseits gehörte Schrangenberg zur Pfarrei in Heiligenbeil (russisch Mamonowo) im Bistum Ermland.

## Verkehr
Die nicht mehr erkennbare Ortsstelle ist von Snamenka (Groß Hoppenbruch) aus auf direktem Wege zu erreichen.
Vor 1945 war Groß Hoppenbruch die nächste Bahnstation. Sie lag an der Bahnstrecke Berlin–Königsberg, die heute in Russland – mit der Bahnstation „Snamenka-Nowaja“ – nur noch auf dem Teilstück von Kaliningrad nach Mamonowo befahren wird.